# Đông Chu (nước)
Đông Chu (giản thể: 东周; phồn thể: 東周) là một tiểu quốc chư hầu vào thời Chiến Quốc trong lịch sử Trung Quốc. Đông Chu được hình thành sau khi tiểu quốc Tây Chu bị phân liệt.
Nước Tây Chu được thành lập từ năm 440 TCN khi Chu Khảo Vương Cơ Nguy phân phong cho em trai là Cơ Yết ở đất Vương Thành, giữ chức Chu công để phụ giúp triều đình.
Năm 367 TCN, Tây Chu Uy công mất, hai con là công tử Căn và công tử Chiêu tranh đoạt ngôi vị với nhau. Hai nước chư hầu là Hàn và Triệu dùng vũ lực lập công tử Căn ở đất Củng, tức là Đông Chu Huệ công hoặc Đông Chu quân, Chu Hiển Vương không biết cư xử thế nào cũng không có thực lực để chống lại nên đành chấp nhận thực tế. Đó là nguồn gốc dẫn đến sự phân chia thành 2 nước Tây Chu và Đông Chu, sự chia rẽ này làm cho nhà Chu càng ngày càng thêm suy nhược. Thiên tử nhà Chu ở nhờ Tây Chu quân.
Hai nửa Tây Chu và Đông Chu cũng không hòa thuận, vài lần xảy ra xung đột. Năm 256 TCN, Tần Chiêu Tương vương đánh Tây Chu, bắt Chu Noãn vương và thu cửu đỉnh nhà Chu về Tần. Dân Tây Chu chạy lưu vong sang nương nhờ Đông Chu Văn quân. Đông Chu Văn quân duy trì cơ nghiệp tồn tại trên danh nghĩa của nhà Chu thêm 7 năm nữa. Năm 249 TCN, Tần Trang Tương Vương điều quân đi đánh chiếm nốt đất Đông Chu. Toàn bộ đất Tây Chu và Đông Chu đều thuộc về nước Tần.

## Quân chủ
| Thụy hiệu                            | Tên                             | Can Chi  | Thời gian tại vị |
| ------------------------------------ | ------------------------------- | -------- | ---------------- |
| Đông Chu Huệ công (東周惠公)         | Cơ Ban (姬班) hay Cơ Căn (姬根) | Giáp Dần | 367 TCN─？       |
| Đông Chu Chiêu Văn quân (東周昭文君) |                                 |          |                  |
| Đông Chu Vũ công (東周武公)          |                                 |          |                  |
| Đông Chu Văn quân (東周文君)         | Cơ Kiệt (姬傑)                  |          | ？─249 TCN       |